# Palais Jacques-Cœur

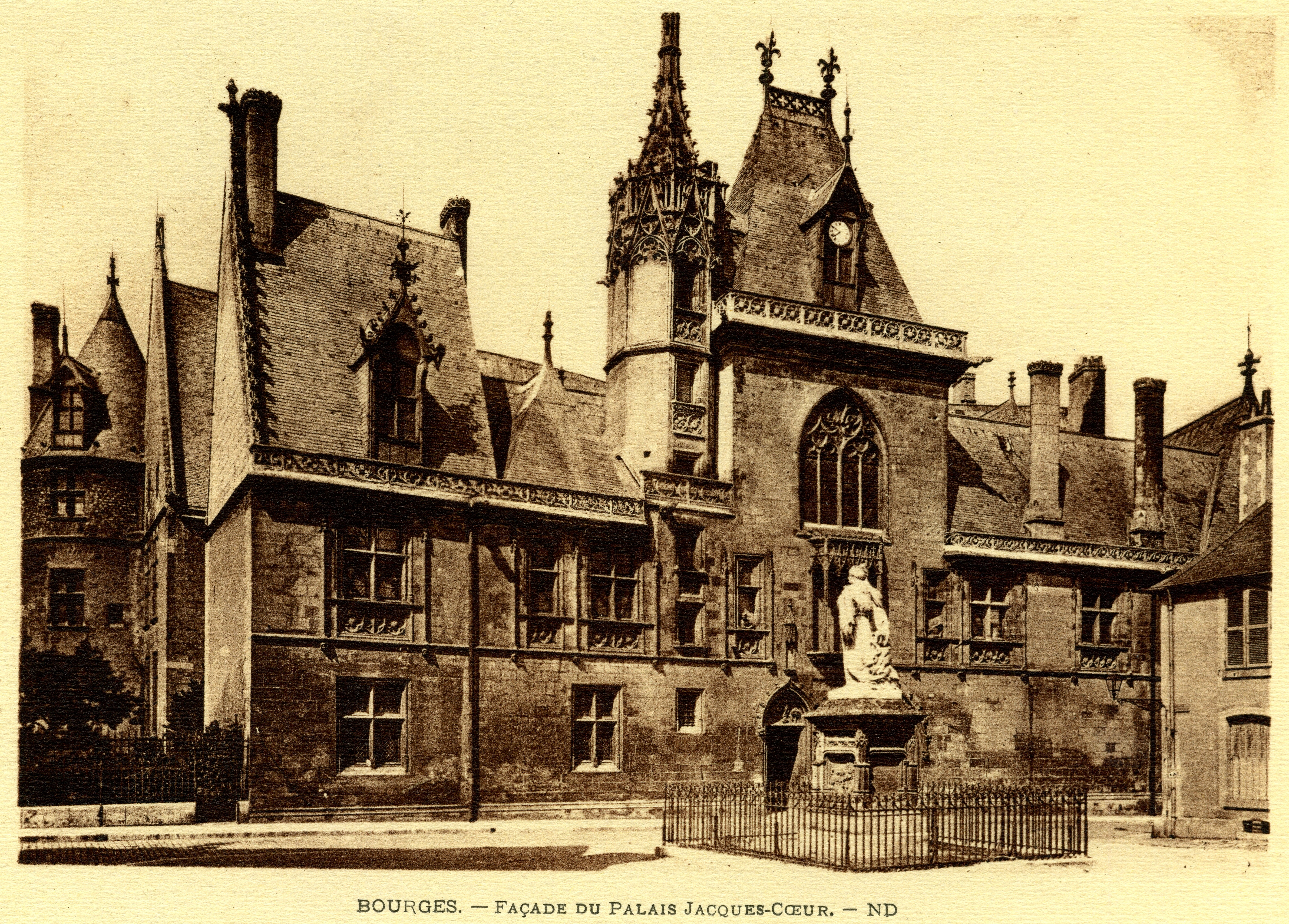
Fachada do Palais Jacques-Coeur antes de 1875.

O Palais Jacques-Cœur, palácio francês situado em Bourges, é uma obra-prima da arquitectura gótica tardia. Este edifício nasceu da vontade de Jacques Cœur construir uma grant’maison (grande casa) na cidade natal. Prefigura os hôtels particuliers que florirão no Renascimento, e juntamente com o castelo de Montsoreau (1453) e o castelo de Châteaudun (1461), é um dos primeiros exemplos de arquitectura de prazer em França.
Todavia, o tesoureiro de Carlos VII nunca chegou a habitá-lo.
Este palácio é, pela elegância da sua arquitectura, a riqueza e a variedade da sua decoração, um dos mais belos edifício civis da época gótica.
O palácio foi começado por Jacques Coeur, célebre tesoureiro de Carlos VII, embora este o tenha aproveitado pouco, uma vez que caíu em desgraça em 1451. Depois de ter sido restituido aos seus herdeiros a partir de 1457, o palácio conheceu sortes diversas. Foi propriedade de Jean-Baptiste Colbert em 1679 e adquirido pouco depois pela cidade de Bourges. Comprado pelo Estado em 1925, foi depois completamente restaurado.
Está classificado com o título de Monumento Histórico desde 1840.

## História

### O palácio de Jacques Cœur
A construção começou em 1443, por ordem do célebre tesoureiro de Carlos VII, e parece ter terminado em Julho de 1451, quando Jacques Cœur foi detido. Na verdade, esta esplêndida residência, destinada sem dúvida a servir-lhe de último retiro, ficou praticamente acabada em menos de dez anos, tendo custado 100.000 escudos de ouro. No entanto, o seu proprietário, caído em desgraça nesse mesmo ano, acabou por aproveitá-la pouco. O palácio foi, então, confiscado com todo o seu mobiliário para a Coroa.

### O palácio de Aubespine
Em 1457, não encontrando ninguém interessado em adquiri-lo, o rei acabou, finalmente, por devolver o palácio aos filhos de Jacques Cœur: Henri, Ravan e Geoffroy. Só voltaria a ser vendido em 1501 pelo filho de Goeffroy a um notável local, Antoine Turpin, que o revendeu, ele próprio, em 1552, a Claude de L'Aubespine, Secretário de Estado e das Finanças. O palácio conheceu, então, durante mais de cem anos a vida animada e brilhante das gentes do poder.

### O edifício administrativo
Adjudicado por decreto ao Ministro Colbert em 1679, acabou por ser devolvido ao município de Bourges no dia 30 de Janeiro de 1682, que instalou ali diversos serviços administrativos e judiciários. A residência sofreria poucas modificações, embora a revolução francesa tenha ocasionado a destruição de diversos baixos relevos e, sobretudo, da estátua equestre de Carlos VII que ocupava o dossel do pórtico de entrada desde a origem.

### A lenta destruição evitada
Foi a instalação do Tribunal de Recurso e dos tribunais, em 1820, que causou as mais graves destruições no edifício: o interior foi remodelado gradualmente e à medida das necessidades de espaço sem respeito pelas decorações existentes; janelas foram abertas. Prosper Mérimée denunciou estes acontecimentos a partir de 1837 e o edifício foi classificado como Monumento Histórico em 1840. Começou, então, uma campanha de restauro que se prolongou até 1885. Apesar duma reabilitação importante das fachadas e duma reconstituição ambiental do interior, este restauro não foi isento de erros, como a supressão arbitrária do telhado cónico do donjon pelo arquitecto Paul Bœswillwald.

### Os restauros
Em 1920, o Tribunal de Recurso e os tribunais deixaram, por fim, o edifício e o hôtel Jacques Cœur continuará a ostentar o nome de Palais em referência a essa antiga utilização. O Estado adquiriu o conjunto do edifício em 1923, tendo levado a efeito um restauro assente em bases históricas sérias, entre 1927 e 1937, sob a direcção dos arquitectos Henri Huignard e Robert Gauchery. O estado actual do edifício é resultado directo deste restauro.
A partir de 1999, foi efectuada uma limpeza das fachadas.

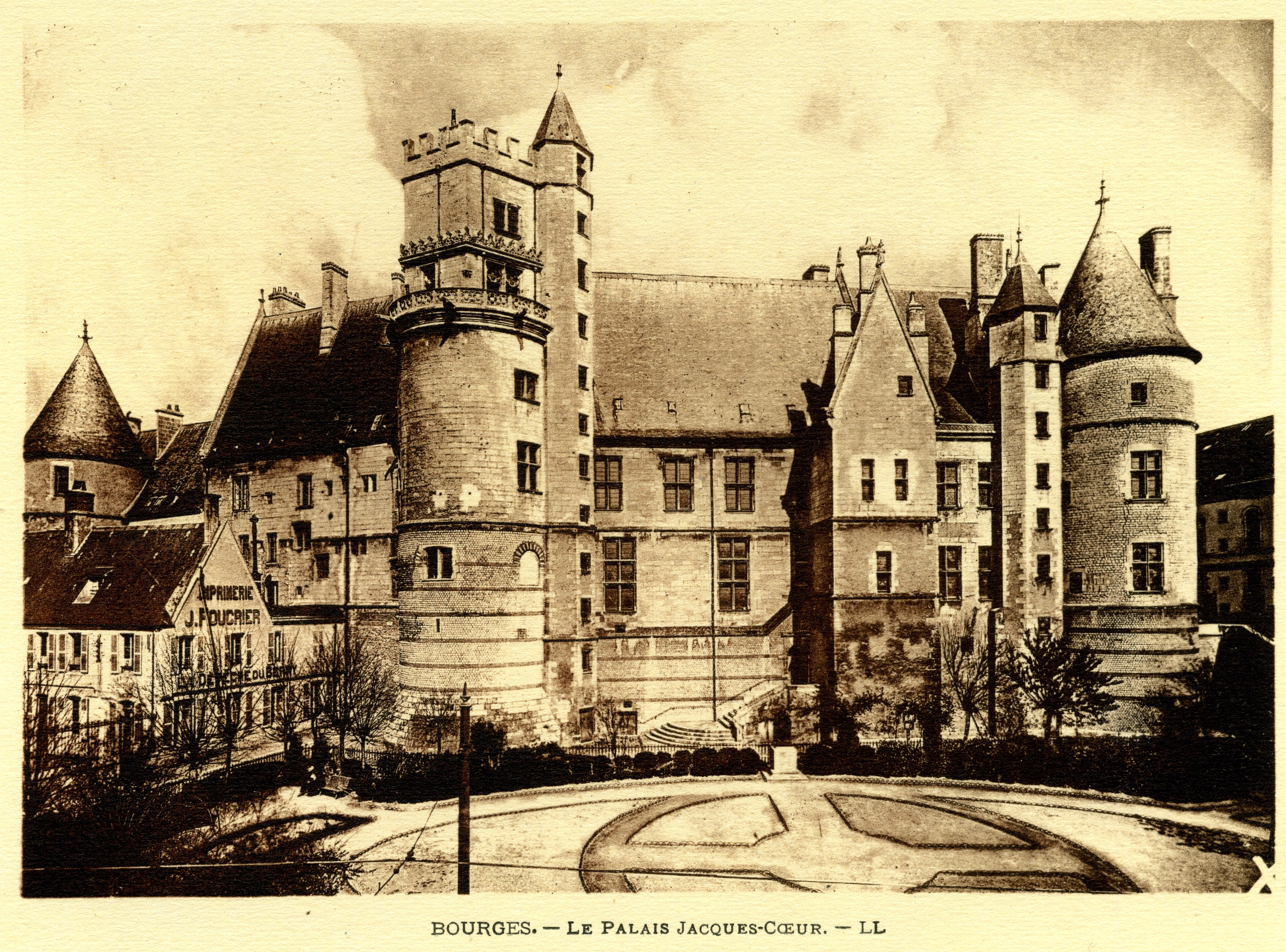
Palais Jacques-Cœur. Rotogravura. Casa de edição Michel Lévy frères.
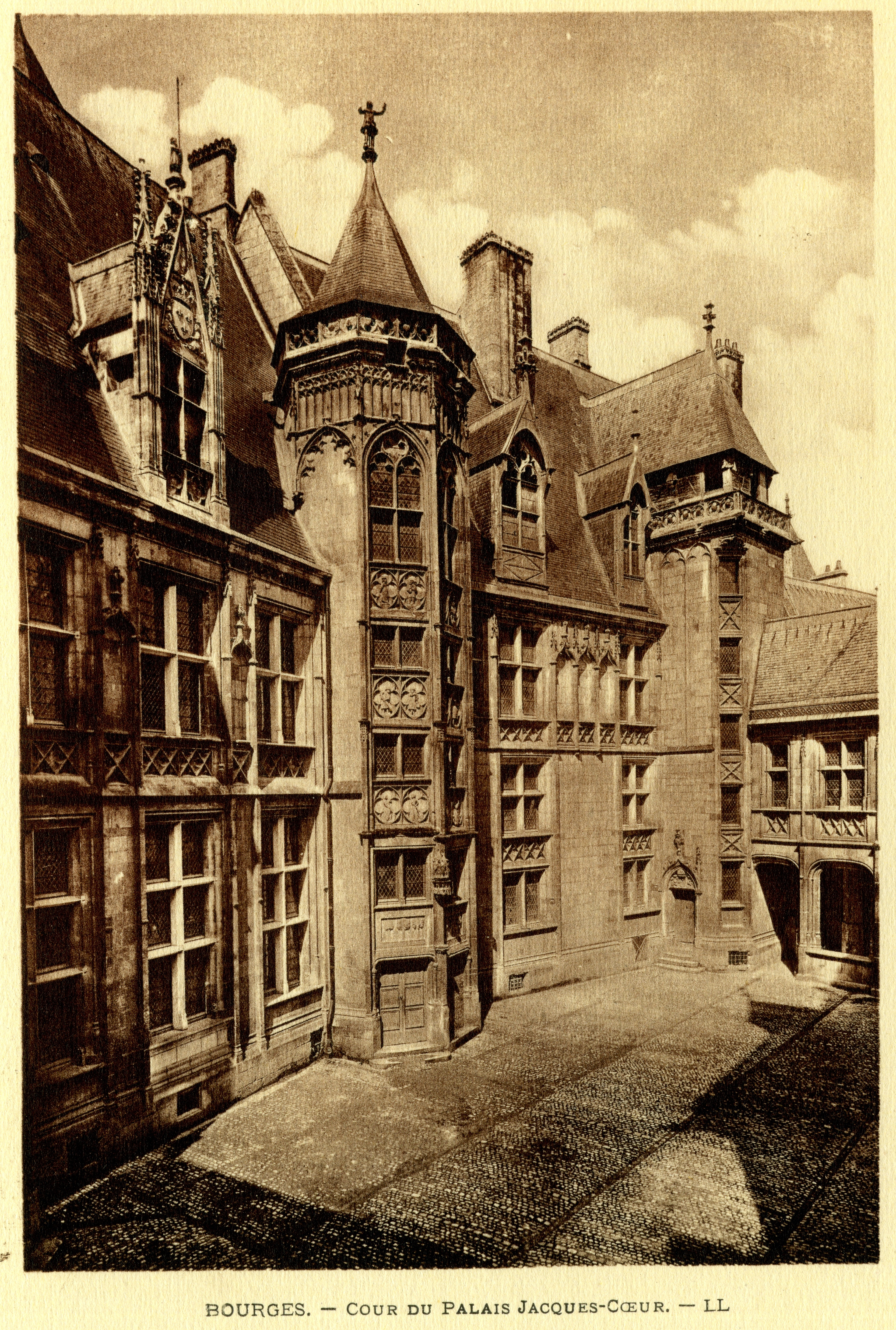
Pátio do Palais Jacques-Cœur. Rotogravura. Casa de edição Michel Lévy frères.
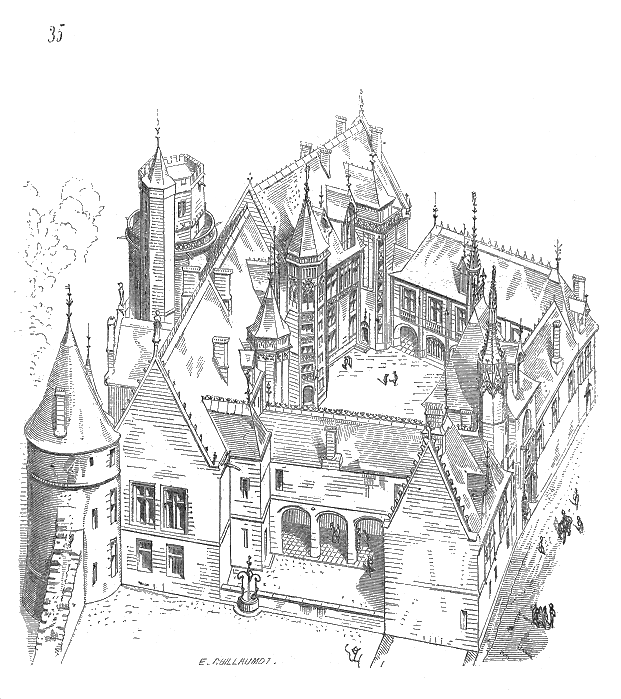
Representação geral do palácio em 1890.
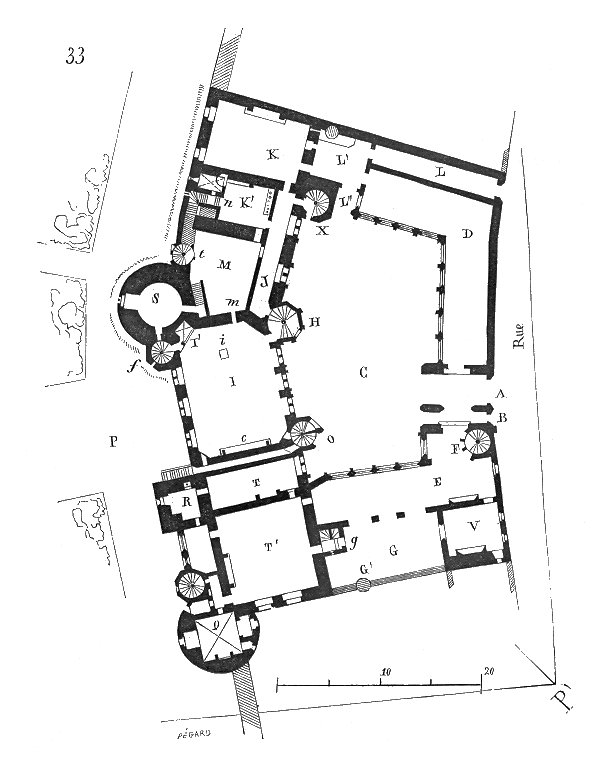
Planta do Palais Jacques-Coeur em Bourges.